# 릴 야티
릴 야티(Lil Yachty, 1997년 8월 23일 ~ )는 미국의 래퍼, 가수, 작곡가이다.

## 음반 목록
- Teenage Emotions (2017)
- Lil Boat 2 (2018)
- Nuthin' 2 Prove (2018)

## 참여 작품
- 틴 타이탄 GO! 투 더 무비스 (성우)
- 롱 샷